# Glomeris obsoleta
Glomeris obsoleta är en mångfotingart som beskrevs av Carl Graf Attems 1927. Glomeris obsoleta ingår i släktet Glomeris och familjen klotdubbelfotingar. Inga underarter finns listade i Catalogue of Life.